# Poekilosoma ornatum
Poekilosoma ornatum là một loài bọ cánh cứng trong họ Cerambycidae.